# Тосик, Якуб
Я́куб То́сик (пол. Jakub Tosik; 21 мая 1987, Зелюв, Польша) — польский футболист, полузащитник клуба «Лодзь».

## Карьера

### Клубная
Воспитанник клуба «Влукняж» из родного города Зелюв. Во взрослом футболе дебютировал в 2004 году, выступая за команду «Белхатув». В ней он провел семь сезонов, принял участие в 34 матчах и забил 3 гола. Затем перешёл в столичную «Полонию», где играл на протяжении двух сезонов.
В 2012 году в качестве свободного агента перешёл в украинский клуб «Карпаты» (Львов). Так и не закрепившись в основном составе был переведен в молодёжную команду U-21 за которую провел 6 матчей. В декабре 2012 года расторг контракт и со скандалом вернулся на родину. В начале 2013 года подписал контракт на полгода с возможностью пролонгации на год со своим прежним клубом варшавской «Полонией». С июля 2013 года выступает за «Ягеллонию».

### В сборной
Выступал за молодёжную сборную страны. В 2006 году принял участие в домашнем чемпионате Европы среди юношей до 19 лет. Дебютировал за национальную сборную Польши 17 января 2010 года в товарищеской игре с датчанами. 23 января того же года он вышел на замену во встрече с Сингапуром.